# کالی، شهرستان پارنو
کالی (استونیایی: Kalli) یک روستا در دهستان لانرانا، شهرستان پارنو در جنوب‌غربی استونی است.